# Hatalmas szív
A Hatalmas szív (Mighty Heart) egy amerikai film. Megtörtént eseten alapul, a terroristák által meggyilkolt Daniel Pearl esete ihlette. Rendezője Michael Winterbottom, producere Brad Pitt. Angelina Jolie kapta a főszerepet, Daniel Pearl özvegyét.
A film Mariane Pearl életének azt a részét mutatja be, amikor fájdalmas ténnyel kell megküzdenie, miszerint férjét – a Wall Street Journal dél-ázsiai irodájának vezetőjét –, aki az iszlám hadászattal kapcsolatosan végzett kutatásokat, 2002-ben Pakisztánban elrabolták és meggyilkolták. Daniel 2002. január 23-án beült egy taxiba, onnantól nem látták élve; testét több mint egy hónap után találták meg, tíz darabban. Dan Futterman játssza Daniel Pearlt.
Mariane férje eltűnéséről, a megtalálásáért folytatott küzdelméről írta meg a Hatalmas szív memoárját: Férjem, Danny Pearl bátor élete és halála címmel. Mariane hat hónapos terhes volt fiával, amikor az eset megtörtént. A könyv részben azért született, hogy bemutassa Adamnek az apját, akivel sosem találkozhatott. A filmet többek között Indiában forgatták.

## Szereplők
| Karakter              | Színész           | Magyar hang        |
| --------------------- | ----------------- | ------------------ |
| Mariane Pearl         | Angelina Jolie    | Orosz Helga        |
| Daniel Pearl          | Dan Futterman     | Dányi Krisztián    |
| Randall Bennett       | Will Patton       | Epres Attila       |
| Asra Nomani           | Archie Panjabi    | Bogdányi Titanilla |
| Azfar                 | Azfar Ali         |                    |
| Maureen Platt         | Jillian Armenante |                    |
| Matt MacDowell        | Zachary Coffin    |                    |
| John Skelton          | Demetri Goritsas  |                    |
| Zafir                 | Sajid Hasan       |                    |
| Százados              | Irrfan Khan       | Pusztaszeri Kornél |
| Hasan                 | Mikail Lotia      |                    |
| John Bussey           | Denis O'Hare      | Rosta Sándor       |
| Ahmed Omar Saeed sejk | Aly Khan          |                    |
| Dost Aliani           | Adnan Siddiqui    |                    |
| Ruth Pearl            | Perrine Moran     |                    |
| Judea Pearl           | Jeffry Kaplow     |                    |

## Külső hivatkozások
- Hatalmas szív a PORT.hu-n (magyarul)
- A Mighty Heart – Erős szív
- A Mighty Heart premier – Cannes, 2007. május 21.[halott link]